# ليرجيت 70/75
ليرجيت 70/75 (بالإنجليزية: Learjet 70/75) هي طائرة رجال أعمال خفيفة، تصنع من قبل قسم ليرجيت التابع للشركة الكندية المصنعة للطائرات بومباردييه إيروسبيس. هذه النماذج تتميز الكترونيات الطيران جديدة، واطراف أجنحة، ومحركات قوية تستخدم وقود أقل.
يستند هيكل الطائرة على نماذج ليرجيت 40 و45 (التي حلت محلها)، مع تعديلات لتحسين الأداء. وقد تم دمج تصميم طرف الجناح من بومباردييه غلوبال 7000/8000. تلقت ليرجيت 75 شهادة نوع من إدارة الطيران الفيدرالية في 14 نوفمبر 2013، وبدأت عمليات التسليم بعد ذلك بوقت قصير. هذا التأخير في إصدار الشهادات أدى إلى إلغاء أوامر شراء، مما أدى إلى هبوط أوامر الشراء الإجمالية من بومباردييه إلى دون التوقعات.

## المواصفات (ليرجيت 75
البيانات من بومباردييه 
الخصائص العامة
- طاقم: 2
- سعة: 8 + 1 راكب
- طول: 58[10] قدم (18 م)
- باع الجناح: 50.92[10] قدم (15.52 م)
- ارتفاع: 14.13 قدم (4.31 م)
- مساحة الجناح: 311.6 قدم2 (28.95 م2)
- الوزن فارغة: 13,890 رطل (6,300 كـغ)
- وزن الإقلاع الأقصى: 21,500 رطل (9,752 كـغ)
- محركات: 2 × Honeywell TFE731-40BR Turbine, 3,850 رطلق (17.1 كـن) thrust الواحد

أداء
- سرعة العبور: 465 عقدة (535 ميل/س؛ 861 كم/س) high speed cruise
- مدى: 2,040 nmi (2,348 ميل؛ 3,778 كـم)
- سقف الخدمة: 51,000 قدم (16,000 م)
- الحمل على الجناح: 69.00 رطل/قدم2 (336.9 كـغ/م2)

إلكترونيات الطيران

- Garmin G5000

## روابط خارجية
- Bombardier Business aircraft website
- Learjet 70 Fact sheet نسخة محفوظة 16 يونيو 2012 على موقع واي باك مشين.
- Learjet 75 Fact sheet نسخة محفوظة 24 مايو 2012 على موقع واي باك مشين.